# Адамовас (озеро, Резекненский край)
А́дамовас (Адамово, Адамовское; латыш. Adamovas ezers, Adumavas ezers, Odumovas ezers; латг. Odumovys azars) — проточное озеро на востоке Латвии, располагается на территории Веремской волости Резекненского края. Относится к бассейну реки Резекне. Крупнейшее по площади озеро в волости.
Находится на высоте 147,6 м над уровнем моря в южной части Бурзавского всхолмления Латгальской возвышенности. Вытянуто в широтном направлении, длина — 2,65 км, шириной до 1 км. Площадь водной поверхности — 186,5 га, общая — 198 га. Есть 5 островов. Береговая линия изрезана заливами. По берегам местами подвержено зарастанию. Наибольшая глубина — 7,4 м, средняя — 3,8 м. Объём — 7,06 млн м³.
С северо-западной стороны в озеро впадает река Свильпине, соединяющая его с соседним озером Шкеневас. Площадь водосборного бассейна — 33,5 км².